# Madison (Wisconsin)
 For alternative betydninger, se Madison. (Se også artikler, som begynder med Madison)
Madison er hovedstad i den amerikanske delstat Wisconsin. Byen har 269.840(2020) indbyggere og er administrativt centrum for det amerikanske county Dane County.